# Hull (Massachusetts)
Hull – miasto w Stanach Zjednoczonych, w stanie Massachusetts, w hrabstwie Plymouth.